# Hongjiang (sockenhuvudort i Kina, Jiangxi Sheng, lat 27,62, long 114,39)
Hongjiang är en sockenhuvudort i Kina. Den ligger i provinsen Jiangxi, i den sydöstra delen av landet, omkring 190 kilometer sydväst om provinshuvudstaden Nanchang. Antalet invånare är 11 685. Befolkningen består av 5 452 kvinnor och 6 233 män. Barn under 15 år utgör 20,0 %, vuxna 15-64 år 70 %, och äldre över 65 år 8,0 %.
Runt Hongjiang är det ganska tätbefolkat, med 139 invånare per kvadratkilometer. Närmaste större samhälle är Yichunshi, 19,4 km norr om Hongjiang. I omgivningarna runt Hongjiang växer i huvudsak blandskog.
Genomsnittlig årsnederbörd är 2 270 millimeter. Den regnigaste månaden är maj, med i genomsnitt 375 mm nederbörd, och den torraste är oktober, med 33 mm nederbörd.